# De fiscus
De fiscus is een Vlaamse docusoap over de Federale Overheidsdienst Financiën. De reeks werd vanaf woensdag 16 november 2016 uitgezonden op televisiezender Eén. Voor de opnames werden een jaar lang tien ambtenaren gevolgd tijdens het uitoefenen van hun job; waaronder lokale opsporingsagenten, douaniers, controleurs en ook de Bijzondere Belastinginspectie. De reeks werd gemaakt door productiehuis Sylvester Productions.

## Rechtszaak
In februari 2020 veroordeelde het hof van beroep van Gent de FOD Financiën tot een schadevergoeding en een publieke schuldbekentenis omdat zijn ambtenaren hun beroepsgeheim hadden geschonden. De zaak had betrekking op de fiscale controle van een aardappelbedrijf waarvan beelden in De fiscus werden getoond.